# قاعة مشاهير سياتل مارينرز
قاعة مشاهير سياتل مارينرز (بالإنجليزية: Seattle Mariners Hall of Fame)‏ هي متحف أمريكي وقاعة مشاهير لفريق سياتل مارينرز في دوري البيسبول الرئيسي. يقع في ملعب سافيكو فيلد في منطقة سودو في وسط مدينة سياتل.

## نظرة عامة
في 14 يونيو 1997، أعلن رئيس مجلس إدارة مارينرز والرئيس التنفيذي آنذاك جون إليس عن إنشاء قاعة مشاهير مارينرز. يتم تشغيلها من قبل سياتل مارينرز. يقوم المتحف بتكريم اللاعبين والموظفين والأفراد الآخرين الذين ساهموا بشكل كبير في تاريخ ونجاح فريق مارينرز. يقع في متحف البيسبول في شمال غرب المحيط الهادئ في ملعب سافيكو فيلد. يتم اختيار المرشحين على أساس معايير مثل أنهم قضوا خمسة مواسم على الأقل في زي مارينرز وأنهم تقاعدوا من لعبة البيسبول لمدة موسمين. يجب على الموظفين غير النظاميين العمل لدى Mariners لمدة لا تقل عن خمس سنوات. يشمل المجندون ألفين ديفيس، وديف نيهاوس، وجاي بوهنر، وإدغار مارتينيز، وراندي جونسون، ودان ويلسون، ولو بينييلا، وكين غريفي جونيور، وجيمي موير، وإيتشيرو سوزوكي، وفيليكس هيرنانديز.

## المشاهير
| قاعة مشاهير سياتل مارينرز |                        |                      |                      |        |
| السنة                     |                        | المركز               | السنة                | المصدر |
| 1997 [الإنجليزية]         | آلفين ديفيس            | 1B                   | 1984–1991            | [ 5 ]  |
| 2000 [الإنجليزية]         | Dave Niehaus           | Sportscaster         | 1977–2010            | [ 6 ]  |
| 2004 [الإنجليزية]         | Jay Buhner             | OF                   | 1988–2001            | [ 7 ]  |
| 2007 [الإنجليزية]         | إدغار مارتينيز         | 3B/DH                | 1987–2004            | [ 8 ]  |
| 2012 [الإنجليزية]         | راندي جونسون           | P                    | 1989–1998            | [ 9 ]  |
| 2012 [الإنجليزية]         | Dan Wilson             | C                    | 1994–2005            | [ 9 ]  |
| 2013 [الإنجليزية]         | كين غريفي جونيور       | OF                   | 1989–1999, 2009–2010 | [ 10 ] |
| 2014 [الإنجليزية]         | Lou Piniella           | Manager [الإنجليزية] | 1993–2002            | [ 11 ] |
| 2015 [الإنجليزية]         | جيمي موير [الإنجليزية] | P                    | 1996–2006            | [ 12 ] |
| 2022 [الإنجليزية]         | إيتشيرو سوزوكي         | RF                   | 2001–2012, 2018–2019 | [ 13 ] |
| 2023                      | فيليكس هرنانديز        | SP                   | 2005–2019            | [ 14 ] |

## روابط خارجية
- قاعة مشاهير مارينرز في ملعب سافيكو
- الموقع الرسمي لفريق سياتل مارينرز | Mariners.com: الصفحة الرئيسية
- متحف البيسبول في الشمال الغربي